# Николаевский национальный университет
Николаевский национальный университет имени В. А. Сухомлинского (укр. Миколаївський державний університет імені В. О. Сухомлинського) — старейший вуз Николаева. Основан в 1913 году.
21 августа 2010 года указом президента Украины Николаевскому государственному университету имени В. А. Сухомлинского присвоен статус национального и постановлено именовать его «Николаевский национальный университет имени В. А. Сухомлинского».

## Основание
Идея создания университета возникла ещё в 1860-е, однако воплотилась только 18 июля 1913 года, когда был основан Николаевский учительский институт. Помещение института находилось на улице Никольской, 12. Оно сохранилось по сей день во дворе университета, но в связи с его аварийным состоянием занятия там не проводятся. Экзамены начались 24 сентября 1913 года. Из 96 абитуриентов было зачислено 29 человек из них закончили институт 22. Занятия начались 17 октября.
На обучение принимали представителей всех национальностей и вероисповеданий, но женщин начали принимать только с 1919 года. Первым директором института был Пётр Николаевич Жданов, выпускник Киевского университета.
Первым студентам преподавали русский язык, историю, географию, физику, математику, черчение и рисование, музыку, гимнастику и Закон Божий, а также, по выбору, латынь, садоводство, виноградарство.

## История
Институт продолжал функционировать и во время Гражданской войны. В 1919 году на трёх курсах института обучались 173 студента.
- 1 сентября 1920 года — институт получил название «Николаевский институт народного образования». Тогда же образовано 3 отделения: социально-экономическое (позднее закрыто), языка и литературы, физико-математическое, химико-биологическое.
- 1933 год — переименован в Николаевский педагогический институт.
- 1941 — с началом Великой Отечественной войны занятия в институте приостановились и были возобновлены только в 1944 году.
- 1963 год — построен корпус № 2.
- 1976 год — основан исторический факультет.
- 1979 год — открыта военная кафедра.
- 1989 год — построен корпус № 1.
- 2000 год — основан психологический факультет.

В 1977—1980 годах ректором был Василий Майборода.
При советской власти вуз носил имя Виссариона Белинского. С 2003 года носит имя Василия Сухомлинского.
Имеет статус университета с 2001 года; классического университета — с 2003 года.

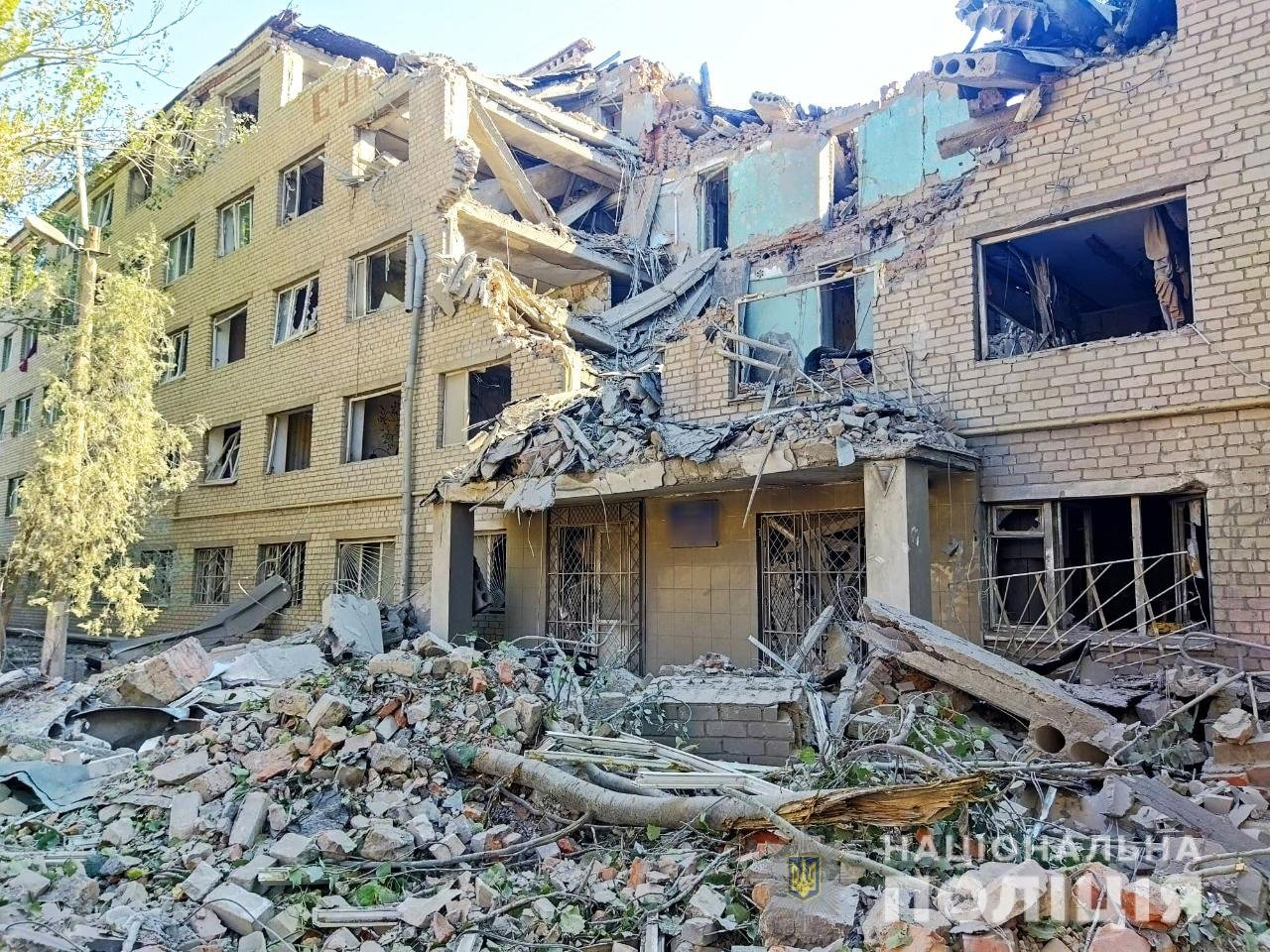
Общежитие университета после обстрела 2 августа 2022 года

15 июля 2022 года здание университета было частично разрушено российским ракетным ударом. По данным главы облгосадминистрации Виталия Кима, в здание попали 4 ракеты из С-300.

## Университет сегодня[когда?]
В университете обучаются 7 000 студентов, на 36 кафедрах работают 300 преподавателей. Ежегодно университет выпускает 1 000 специалистов и 60-70 магистрантов.
В структуру университета входят:
- Научная библиотека
- Институт истории и права
- Институт педагогического образования
- Факультет физического воспитания и спорта
- Факультет иностранной филологии
- Факультет психологии
- Факультет филологии
- Факультет природоведения
- Юридический колледж (на базе Института истории и права)

Также к комплексу Университета относятся:
- Новобугский педагогический колледж
- Факультет довузовской подготовки
- Факультет последипломного образования
- Лицей «Педагог»
- Гуманитарная гимназия № 1 города Николаева им. Н. Н. Аркаса.